# Puits de Dahlenheim
Le puits de Dahlenheim est un monument historique situé à Dahlenheim, dans le département français du Bas-Rhin.

## Localisation
Ce bâtiment est situé place de l'Église à Dahlenheim.

## Historique
L'édifice fait l'objet d'une inscription au titre des monuments historiques depuis 1935.